# アーサー・ピアソン

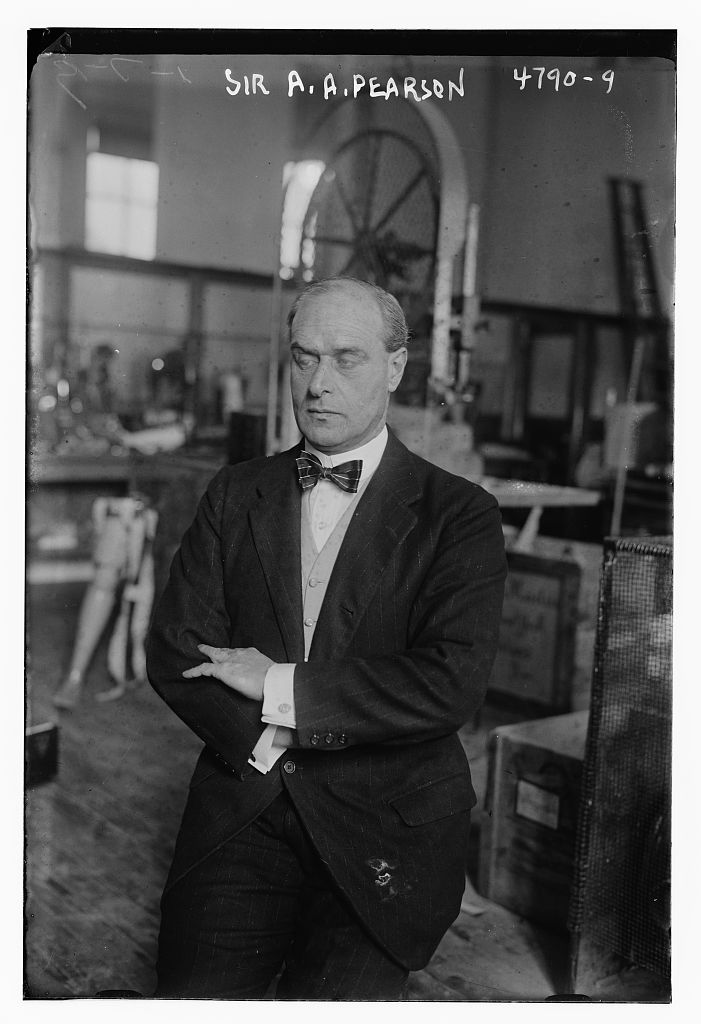
アーサー・ピアソン（1918年）

初代準男爵シリル・アーサー・ピアソン（Sir Cyril Arthur Pearson, 1st Baronet、1866年2月24日 - 1921年12月9日）は、イギリスの新聞発行者である。『デイリー・エクスプレス』紙を創刊したことで知られる。

## 若年期と初期のキャリア
ピアソンはイングランド・サマセット州ウーキーに生まれた。父はアーサー・シリル・ピアソンで、後にバッキンガムシャー州ドレイトン・パースローの牧師になった。母のフィリッパ・マッシンバード・マクスウェル・ライテは、賛美歌作家で詩人のヘンリー・フランシス・ライトの孫娘である。
ハンプシャー州のウィンチェスター・カレッジで教育を受けた。卒業後はロンドンに本拠地を置くジョージ・ニューンズの出版社に入社し、『ティット・ビッツ』誌の記者となった。最初の1年でニューンズに認められ、その主席秘書に任命された。

## キャリア
ニューンズの下で6年間働いた後、1890年、ピアソンは自分の出版事業を立ち上げるために退職した。その後3週間で『ピアソンズ・ウィークリー』を創刊し、創刊号は25万部を売り上げた。慈善家であったピアソンは、1892年に慈善団体「フレッシュ・エア・ファンド」を設立した。この団体は、恵まれない子供たちが野外活動に参加できるようにするのを支援する団体で、「ピアソンズ・ホリデー・ファンド」と名前を変えて現在も運営されている。1898年に『モーニング・ヘラルド』紙を買収し、1900年に自社の出版物と合併させて『デイリー・エクスプレス』紙を創刊した。
『デイリー・エクスプレス』は当時の新聞とは一線を画し、それまで広告だけを掲載していた1面にも記事を掲載し、即効性のあるインパクトを与えた。ピアソンは、バーミンガムの『デイリー・ガゼット』などの地方紙の設立にも成功した。ピアソンは『デイリー・メール』紙と直接競合するようになり、商業的な戦いの結果、『タイムズ』紙の支配権をほぼ手中に収め、そのマネージャーに指名されたが、取引は失敗に終わった。
1898年、ピアソンは月刊文芸誌『ロイヤル・マガジン』を創刊した。この雑誌は1939年まで発行されていた。

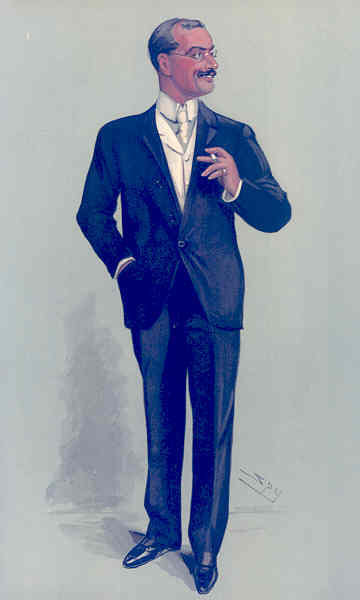
1904年の『バニティ・フェア』誌の表紙に掲載されたピアソン（Spyことレスリー・ウォード画）

1900年、ピアソンは冒険家のヘスケス・ヘスケス＝プリチャードをパタゴニアに派遣し、絶滅して久しい地上性ナマケモノ・ミロドンと見られる巨大な毛むくじゃらの哺乳類が森に生息しているという報告の調査に向かわせた。結局、この生物の痕跡は見つからなかったが、遠く離れた地からのヘスケス＝プリチャードからの報告は読者を魅了した。
この時期、ピアソンは作家としても活躍し、イギリスやヨーロッパの観光ガイドを数多く執筆した。「P・R・S・フォリ教授」(Professor P. R. S. Foli)というペンネームで、1902年に"Handwriting as an Index to Character"（文字の索引としての手書き）を執筆したほか、占いや夢分析に関する本も執筆している。ピアソンはジョゼフ・チェンバレンの関税改革運動を熱烈に支持し、1903年に関税改革同盟を組織し、初代会長に就任した。
1904年、ピアソンはジョンストン家から70万ポンドで『スタンダード』とその姉妹紙『イヴニング・スタンダード』を買収した。そして、『イヴニング・スタンダード』を自社の『セント・ジェームズ・ガゼット』と合併させ、それまでの両紙の保守党よりのスタンスから自由党よりのスタンスに変えた。しかし、売上の減少を防ぐことができず、1910年にダヴィソン・ダルジールとアレクサンダー・ヘンダーソンに売却した。

## 失明と晩年

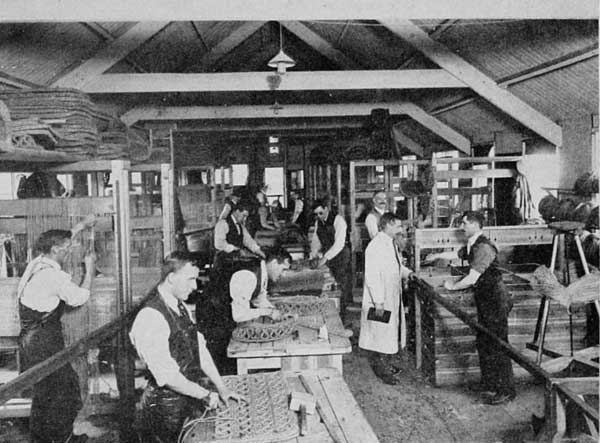
セント・ダンスタンズにおいてマット織りを学ぶ盲目の元兵士

ピアソンは緑内障を患い、1908年に手術を受けたにもかかわらず視力を失い始め、1910年より新聞の利益を徐々に手放すことを余儀なくされた。『デイリー・エクスプレス』紙は、最終的には1916年11月に、イギリス領カナダのマックス・エイトケン（後のビーヴァーブルック卿）の支配下に置かれた。
英国王立盲人協会を通じて、ピアソンは1912年に"Pearson's Easy Dictionary"（ピアソンの簡単な辞書）を点字で出版した。後に全盲となったピアソンは、1914年に英国王立盲人協会の会長に就任し、わずか8年間でその収入を8,000ポンドから36万ポンドに増やした。
1915年1月29日、ピアソンは第一次世界大戦中に毒ガス攻撃や外傷で失明した兵士のために、盲目の兵士・船員のケア委員会（Blinded Soldiers and Sailors Care Committee。後にセント・ダンスタンズ(St Dunstan's)と改名し、現在はブラインド・ベテランズUKとなっている）を設立した。その目的は、盲目の兵士たちに職業訓練を提供し、彼らが自立した生産的な生活を送れるようにすることで、当時としては急進的なものだった。盲目の兵士たちは、バスケット織りやマッサージなどの職業訓練だけでなく、ダンスや点字、スポーツなどの社会的スキルも訓練され、自信を取り戻すことができた。訓練を終えた兵士には、自立の証として点字時計などが贈られた。盲目の兵士の多くが若い男性であり、それから何十年も障害を抱えたまま生きて行かなければならないということを考えると、これは特に重要なことだった。
ピアソンの失明者に対する献身により、1916年7月12日に準男爵位が授与され、初代セント・ダンスタンのピアソン準男爵となった。1917年には大英帝国勲章ナイト・グランド・クロス(GBE)が授与された。
ピアソンはスカウト運動の先駆者であるロバート・ベーデン＝パウエルの親友であり、スカウト運動の立ち上げや雑誌『ザ・スカウト』の発刊を支援していた。ピアソンの点字出版計画が資金不足で頓挫していたが、1914年5月2日、バーデン＝パウエルは「全てのスカウトは、『ザ・スカウト』誌の発行者であるC・アーサー・ピアソン氏のために善行を行い、盲人のために点字で文学を出版する彼の計画の資金を調達するように」と公に要請した。
1919年、ピアソンはVictory over blindness: how it was won by the men of St Dunstan's（盲目に対する勝利: セント・ダンスタンズの男たちはいかにして勝ち取ったか）を執筆した。ピアソンは1921年にグレーター・ロンドン盲人基金を設立した。

## 私生活
1887年12月、ピアソンはウィルトシャー州マディントンのキャノン・フレデリック・ベネットの娘イゾベル・サラ・ベネットと結婚した。イゾベルとの間に3人の娘をもうけた。
1897年、ピアソンはウィリアム・ジョン・フレイザーの娘エセルと結婚した。エセルは1920年に大英帝国勲章デイム・コマンダーに叙せられた。エセルとの間には息子のネビルと3人の娘がいた。

## 死去
ピアソンは1921年12月9日、自宅の風呂で意識を失って風呂の中に転倒し、溺死した。葬儀には内閣、イギリス王室、ノルウェー王室、および多くの盲人協会の代表者が参列し、遺体はハムステッド墓地に埋葬された。棺担ぎ人のうち2人は盲人だった。妻、息子、3人の娘が遺された。
1922年、シドニー・ダークによる伝記"The Life of Sir Arthur Pearson"（サー・アーサー・ピアソンの生涯）が出版された。